# Черняк Валерій Петрович
Вале́рій Петро́вич Черняк (нар. 19 лютого 1952, село Кузьминці Гайсинського району Вінницької області) — український діяч, голова Черкаської обласної ради у 2010—2014 роках. Кандидат медичних наук, заслужений лікар України.

## Біографія
У вересні 1967 — березні 1971 року — учень Гайсинського медичного училища Вінницької області.
У травні 1971 — травні 1973 року — служба в Радянській армії.
У вересні 1973 — червні 1979 року — студент Вінницького медичного інституту, який закінчив у 1979 році за спеціальністю «Лікувальна справа».
У серпні 1979 — липні 1980 року — лікар-інтерн, у серпні 1980 — травні 1987 року — лікар ортопед-травматолог поліклінічного відділення, у травні 1987 — січні 1993 року — звільнений голова профспілки, у січні 1993 — серпні 2001 року — завідувач ортопедичного відділення, у серпні 2001 — березні 2003 року — 1-й заступник головного лікаря—завідувач ортопедо-травматологічного відділення, у березні 2003 — листопаді 2010 року — головний лікар Черкаської обласної лікарні.
Депутат Черкаської обласної ради VI скликання від Партії регіонів.
17 листопада 2010 — 25 лютого 2014 року — голова Черкаської обласної ради VII скликання.
Одружений, двоє дітей.